# Tom Gallop
Tom Gallop es un actor estadounidense.
Ha aparecido en las películas Jerry Maguire (1996), Mercury Rising (1998), I.A. (2001), The Bourne Supremacy (2004) y The Bourne Ultimatum (2007)
Gallop es también conocido por interpretaciones en televisión, habiendo aparecido en shows tales como Blossom, Seinfeld, Diagnosis Murder, The X-Files, The West Wing, Urgencias y CSI: Crime Scene Investigation. Ha tenido un rol protagónico en la temporada uno de Without a Trace, interpretando a un personaje llamado Derek Trainer en el episódio 'Maple Street'.